# Zabłocie (Rejowiec Fabryczny)
Zabłocie – dawna część Rejowca Fabrycznego, w województwie lubelskim, w powiecie chełmskim. Leży w południowej części miasta, w rejonie ulicy Chełmskiej. Stanowi wschodnie przedłużenie Morawinka.
Nazwa zniesiona w 2023 r.